# La Dernière Folie de Claire Darling
La Dernière Folie de Claire Darling (A última loucura de Claire Darling no Brasil) é um drama francês de Julie Bertuccelli, lançado em 19 de outubro de 2018 no Festival de Filmes Internacionais de Chicago. Depois, foi lançado na França em 16 de janeiro de 2019 no Festival Télérama, 25 de janeiro de 2019 em Drôle d'endroit pour des rencontres e 6 de fevereiro de 2019 limitadamente
Esta é a adaptação do romance de Lynda Rutledge, Le Dernier vide-grenier de Faith Bass Darling.

## Sinopse
Claire Darling está convencida de que ela vai morrer nos dias seguintes. Em um movimento de humor ou desequilíbrio, ela decide esvaziar e vender tudo o que contém sua casa: bugigangas, pinturas, lembranças... Também é uma oportunidade de ver sua filha que ela não tem visto por vinte anos.

## Elenco
- Catherine Deneuve: Claire Darling
- Chiara Mastroianni: Marie Darling
- Alice Taglioni: Claire Darling jeune
- Samir Guesmi: Amir
- Laure Calamy: Martine Leroy
- Olivier Rabourdin: Claude Darling
- Johan Leysen: Père Georges

## Avaliação da crítica
O filme recebeu retornos médios, com uma classificação média de 3 no AlloCiné.
Télérama forneceu 4 estrelas a este filme e elogiou Catherine Deneuve: "insondável, reina nesta história." Didier Péron de Libération disse, em contraste, que "o filme, ou o cineasta [...] não atrai parte interessante da natureza do jogo Deneuve". CineSeries é misto, mas deixa uma opinião positiva: "um retrato em movimento de uma mulher corajosa e mãe imperfeita."